# Staubing
Staubing ist ein Kirchdorf an der Donau in Bayern, einen Kilometer flussaufwärts von Weltenburg. Seit dem 1. Januar 1976 ist es ein Gemeindeteil der Kreisstadt Kelheim.

## Geschichte
Staubing wurde vermutlich in der Völkerwanderungszeit im 5. bis 7. Jahrhundert von Bajuwaren besiedelt. Bei archäologischen Grabungen in der Nähe des heutigen Ortes wurden 1971 Reihengräber und eine Holzkirche aus dieser Zeit gefunden. Möglicherweise entstand Staubing bereits im 4. Jahrhundert als Zivilsiedlung des römischen Kastells auf dem Frauenberg bei Weltenburg.
Die erste urkundliche Erwähnung belegt, dass Staubing zwischen 863 und 885 an das Kloster St. Emmeram in Regensburg übergeben wurde. 1380 gelangte es an die Grafen von Abensberg und 1485 an die Wittelsbacher.

## Kirche St. Stephan
Die Kirche St. Stephan geht auf einen mittelalterlichen Bau aus dem 9./10. Jahrhundert zurück. Der heutige Barockbau mit reicher Ausstattung wurde von 1750 bis 1755 unter der Leitung vom Rohrer Baumeister Martin Bader erstellt. Die Kirche mit dem alten Friedhof liegt auf einem Hügel. 1968 wurde am Ortsrand ein neuer Friedhof errichtet.

## Hochwasser
Immer wieder stehen große Teile des Ortsgebiets unter Wasser, insbesondere bei den schweren Hochwassern 1965, 1999, 2002, 2005 und 2013. Staubing ist amtlich als Überschwemmungsgebiet klassifiziert. Bereits im Jahre 1927 schrieb der Bayerische Rechnungshof: „Die von den Beteiligten angestrebte Verlängerung der Volldammlänge bis Staubing (km 167) nebst Erhöhung der niedrig gelegenen, häufig und langandauernden überschwemmten Straßen und Wege zwischen Staubing und Kloster Weltenburg und bei Stausacker wird zweifellos den geschädigten Gemeinden einen, wenn auch nicht vollkommenen, so doch recht wirksamen Hochwasserschutz bringen. Die Forderung der Gemeinden um Hochwasserschutz ist aber auch berechtigt, da seit Erbauung der Dämme zwischen Ingolstadt und Eining infolge der Zusammenfassung des Hochwassers zwischen diesen und der Ausschaltung weiter Überschwemmungsgebiete die Hochwässer in der unmittelbar anschließenden Flußstrecke sich fühlbarer auswirken.“  Nachdem zeitweise die Absiedelung des Ortes im Gespräch war, gibt es nun Planungen für einen Hochwasserdamm.